# Marcin Górnicki
Marcin Górnicki (ur. 1 stycznia 1973 w Kętrzynie) – polski prezbiter baptystyczny, zastępca przewodniczącego Rady Kościoła Chrześcijan Baptystów w RP.

## Życiorys
Pochodzi z Kętrzyna. 11 listopada 1984 przyjął chrzest wiary. Studiował w Wyższym Baptystycznym Seminarium Teologicznym w Warszawie-Radości oraz w Chrześcijańskiej Akademii Teologicznej w Warszawie. Wikariat odbył pod kierunkiem prezbitera Andrzeja Seweryna. W latach 1999–2005 był pastorem zboru Kościoła Chrześcijan Baptystów w Kętrzynie. Jednocześnie zaangażowany był w tworzenie zboru w Olsztynie. W latach 2005–2008 związany był ze zborem Kościoła Chrześcijan Wiary Ewangelicznej „Spichlerz” w Warszawie.
18 stycznia 2009 został powołany na pierwszego pastora zboru Kościoła Chrześcijan Baptystów w Białymstoku i ordynowany 26 kwietnia tego samego roku. 10 maja 2015 odebrał tytuł prezbitera. Od 2017 jest członkiem Rady Kościoła Chrześcijan Baptystów w RP oraz Prezydium Rady Kościoła. W kadencji 2021–2025 został powołany na zastępcę przewodniczącego Rady Kościoła Chrześcijan Baptystów w RP.